# Eremophila resinosa
Eremophila resinosa là một loài thực vật có hoa trong họ Huyền sâm. Loài này được (Endl.) F.Muell. mô tả khoa học đầu tiên năm 1859.